# Fourrure
Pour les articles homonymes, voir Fourrure (homonymie).
Ne doit pas être confondu avec Cuir.

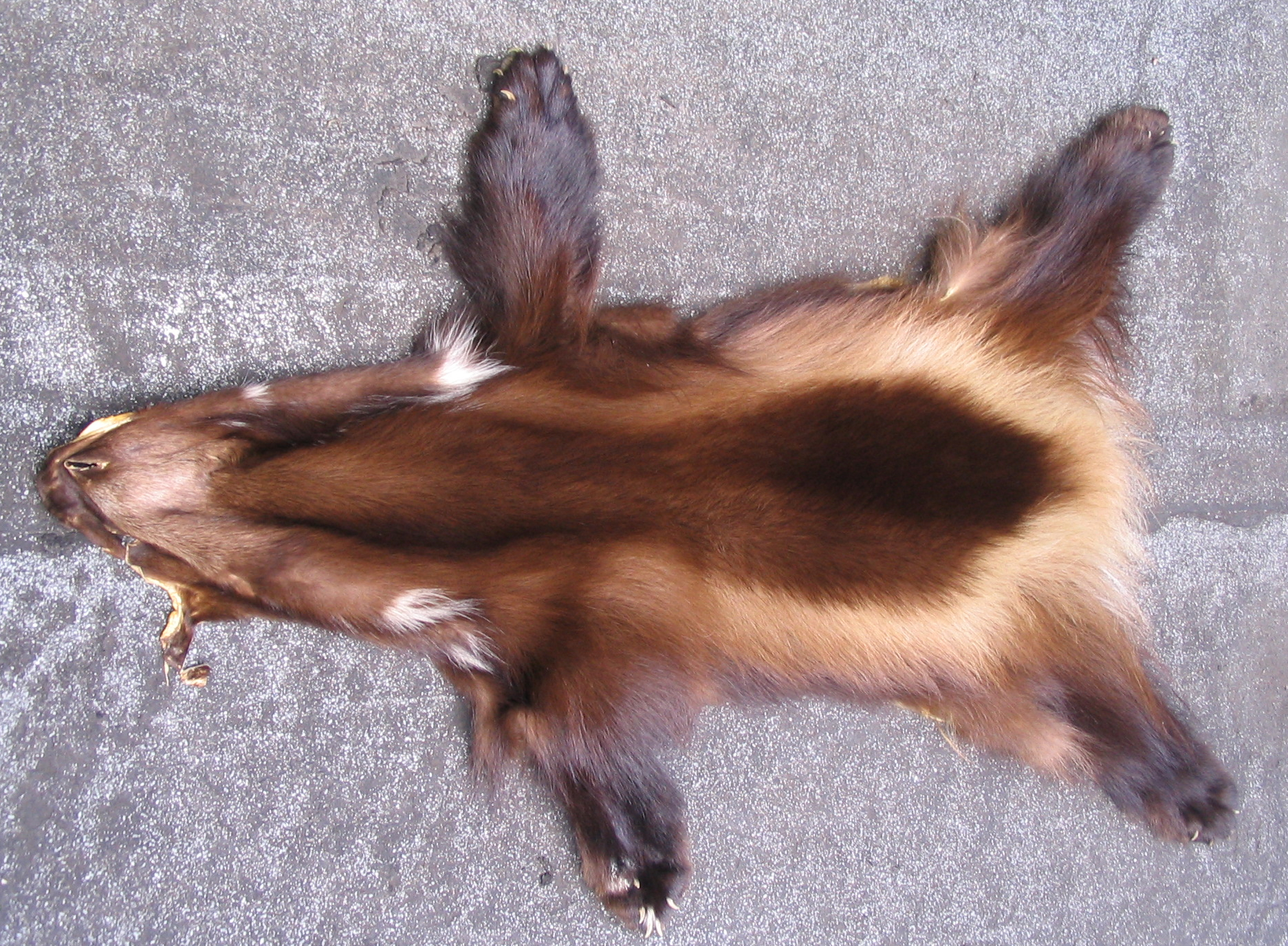
Fourrure de Glouton, appelé aussi carcajou au Canada.

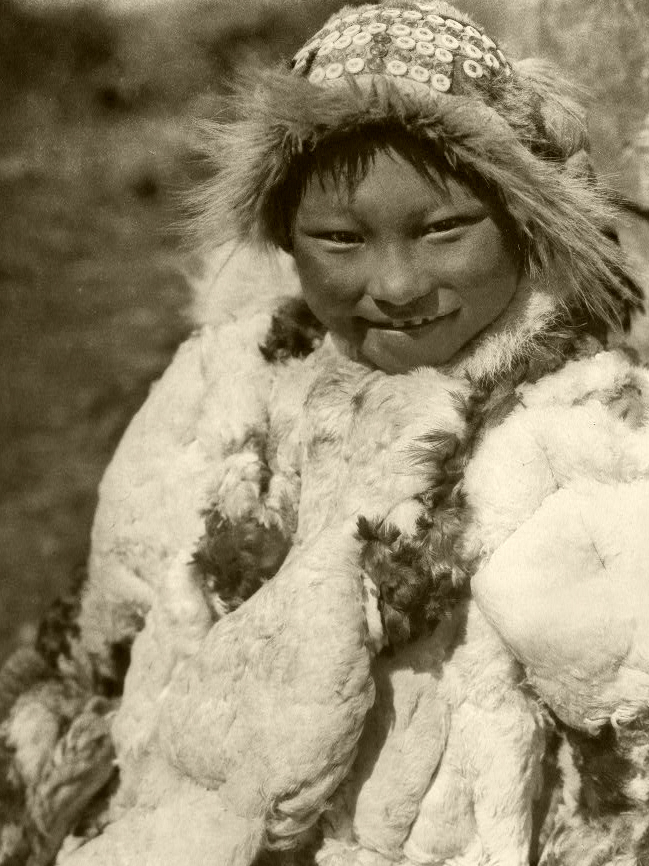
Jeune yupik portant un vêtement fait d'un assemblage de fourrures de mammifères et d'oiseaux (photo d'Edward Sheriff Curtis, 1930).

La fourrure est la peau des animaux, garnie de ses poils ou, plus rarement, de duvet ou de plumes. Ce mot désigne aussi le matériau obtenu par transformation par l'Homme, à usage de vêtement, garniture ou accessoire de décoration. Les fourrures commercialisées proviennent le plus souvent de mammifères sauvages ou d'élevage, et ont été traitées pour assurer leur souplesse et leur conservation, mais on utilise aussi l'expression « fourrure synthétique » pour désigner les produits d'imitation, issus de l'industrie pétrolière.
Utilisée par les hommes depuis la préhistoire, avant l'invention de tout textile, comme protection contre le froid et les intempéries, comme signe de prestige ou objet de luxe, elle a été recherchée dans de multiples déclinaisons dans la mode. La traite des fourrures fut pendant deux siècles la principale ressource de l'Amérique du Nord, avant que la chasse intensive provoque, à partir du XIXe siècle, un épuisement de la ressource et, progressivement, le développement de l'élevage des animaux auparavant chassés.
Certaines associations dénoncent les conditions de détention et d'abattage des animaux élevés pour leur fourrure ; certaines allant jusqu'à dissuader de l'utilisation de la fourrure synthétique qui est d'origine industrielle et a été créée comme produit de substitution. Malgré des législations différentes selon les pays, de nombreuses lois, notamment en Europe et au Canada, régissent les méthodes d’élevage, d’abattage et de piégeage des animaux pour respecter des normes sanitaires et de bien-être animal indispensables, ainsi que la traçabilité des fourrures.
Malgré les aléas, le commerce de la fourrure et des vêtements de fourrure reste important au XXIe siècle. En 2018, le secteur représente 35 milliards d’euros, et 1 million de salariés dans le monde. Chargée de symboles variés au cours des siècles comme la réussite sociale, l'élégance, l'animalité et la sensualité, la fourrure est très présente dans les traditions ou les tendances, sans oublier les œuvres de fiction.

## Description

### Peau

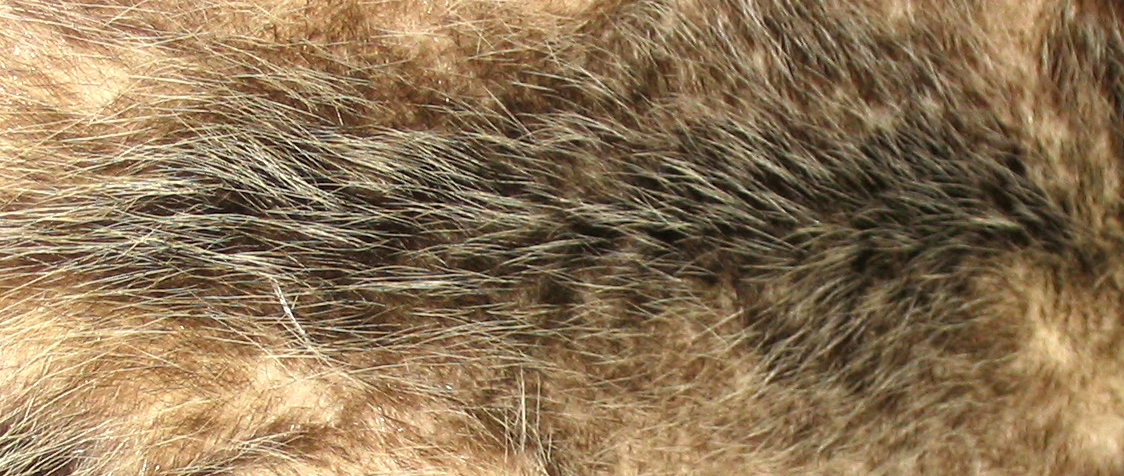
Fourrure d'opossum.

La fourrure est constituée habituellement de deux couches principales :
- la peau ;
- le poil :
  - le duvet proche du corps, dense et court,
  - le poil de garde ou jarre qui dépasse du duvet et qui donne la couleur.

Certains animaux s’extraient de cette classification, notamment le cygne, dont la fourrure est faite de peau garnie non pas de poils mais de duvet de petites plumes légères.

### Textile

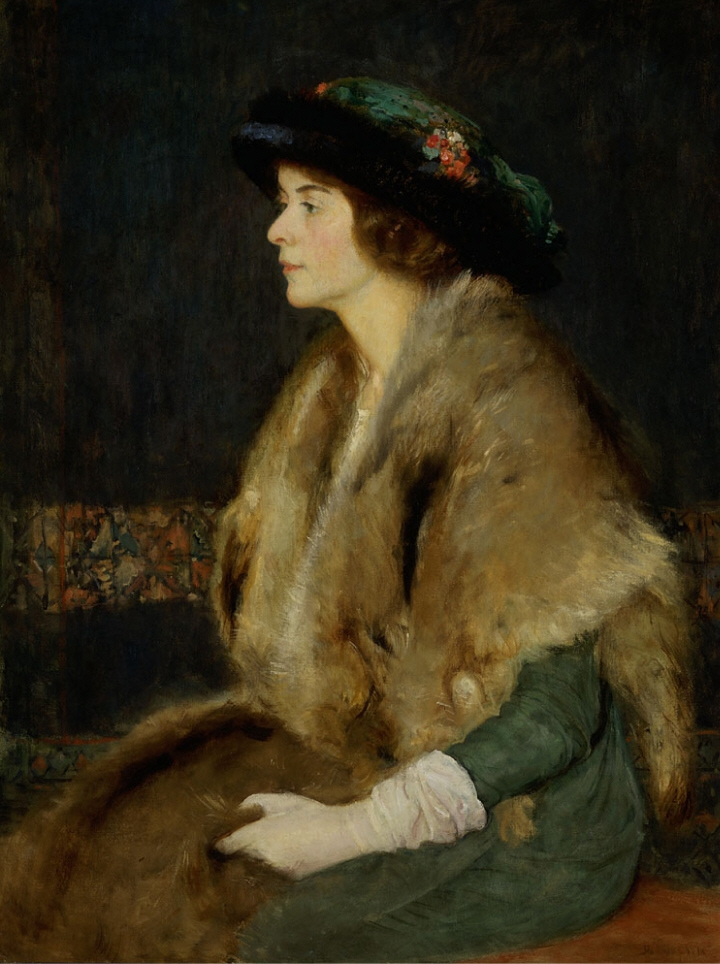
Étole de fourrure, 1914.

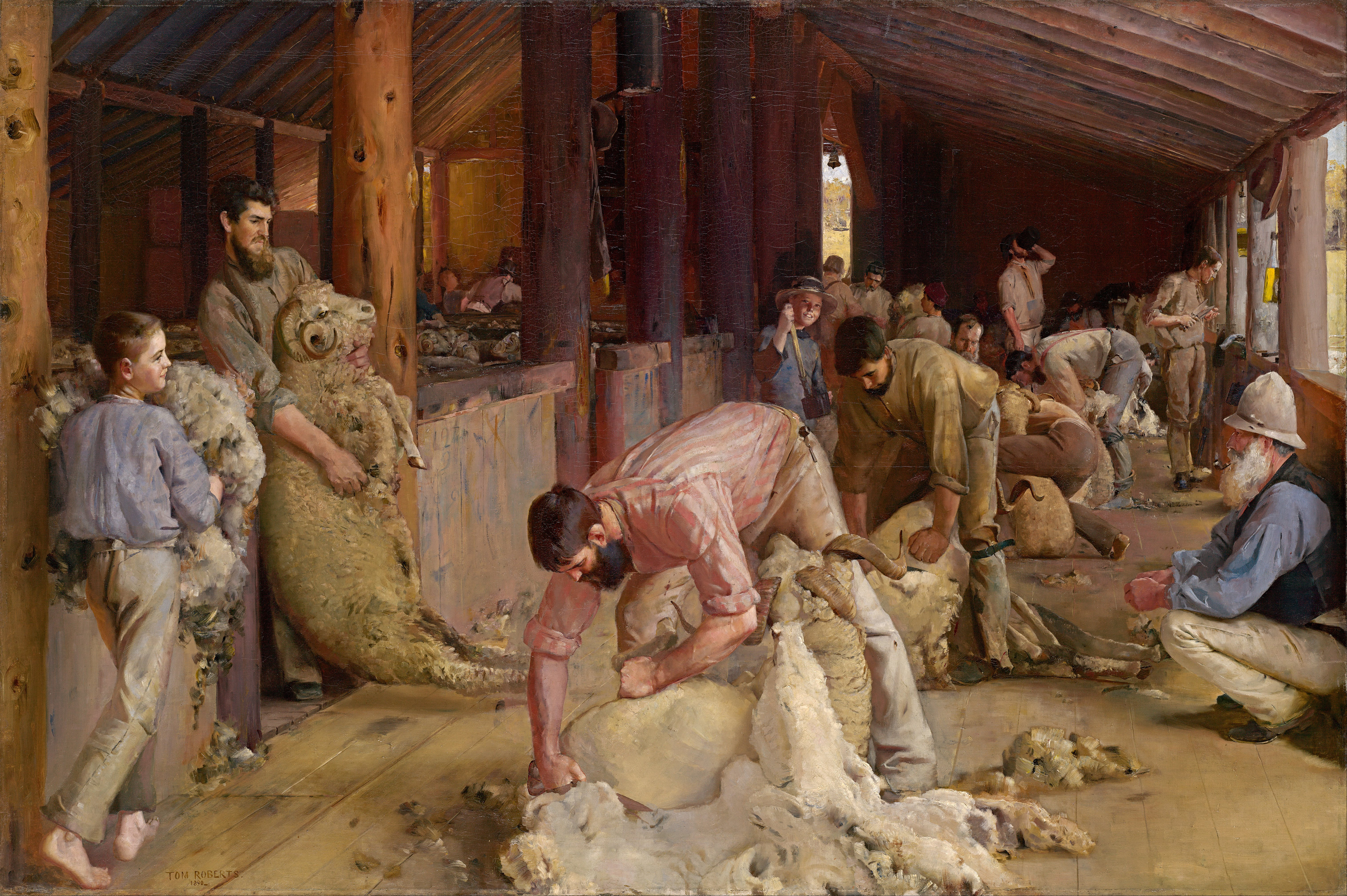
Tonte des moutons au XIXe siècle.

La création de vêtements en fourrure implique de laisser le poil de l'animal sur la peau traitée. Par contraste le cuir implique de retirer la fourrure de la peau. La fourrure tondue d'un mouton est appelée la laine. Elle s'obtient par tissage des poils tondus qui repoussent ensuite et peut être facilement filée et tissée pour créer des textiles chauds et doux en fibres naturelles.
D'autres animaux ont un pelage qu'il est possible de tisser, ainsi plusieurs espèces de chèvres à poil long donnent une fibre recherchée comme la chèvre du Tibet, la chèvre angora qui fournit le mohair ou tibet, la chèvre Pashmînâ ou chèvre de Kaschmir qui fournit le Pashmînâ  ou cachemire quand il ne s'agit pas des poils issus des parties les plus douces  du cou et du torse, et la chèvre de Mongolie.
On tisse aussi le poil du lapin angora qui fournit l'angora après épilation,, le mouflon, le chameau, l'alpaga, le lama, la vigogne et même parfois le poil de chien,.
Au cours du tissage du Vaðmál, un tissu traditionnel scandinave, une imitation de la fourrure peut être obtenue en incorporant de la toison de mouton non traitée.
De la fourrure artificielle en fibres synthétiques, ou fausse fourrure, est aussi utilisée comme produit de substitution.

## Fourrure naturelle

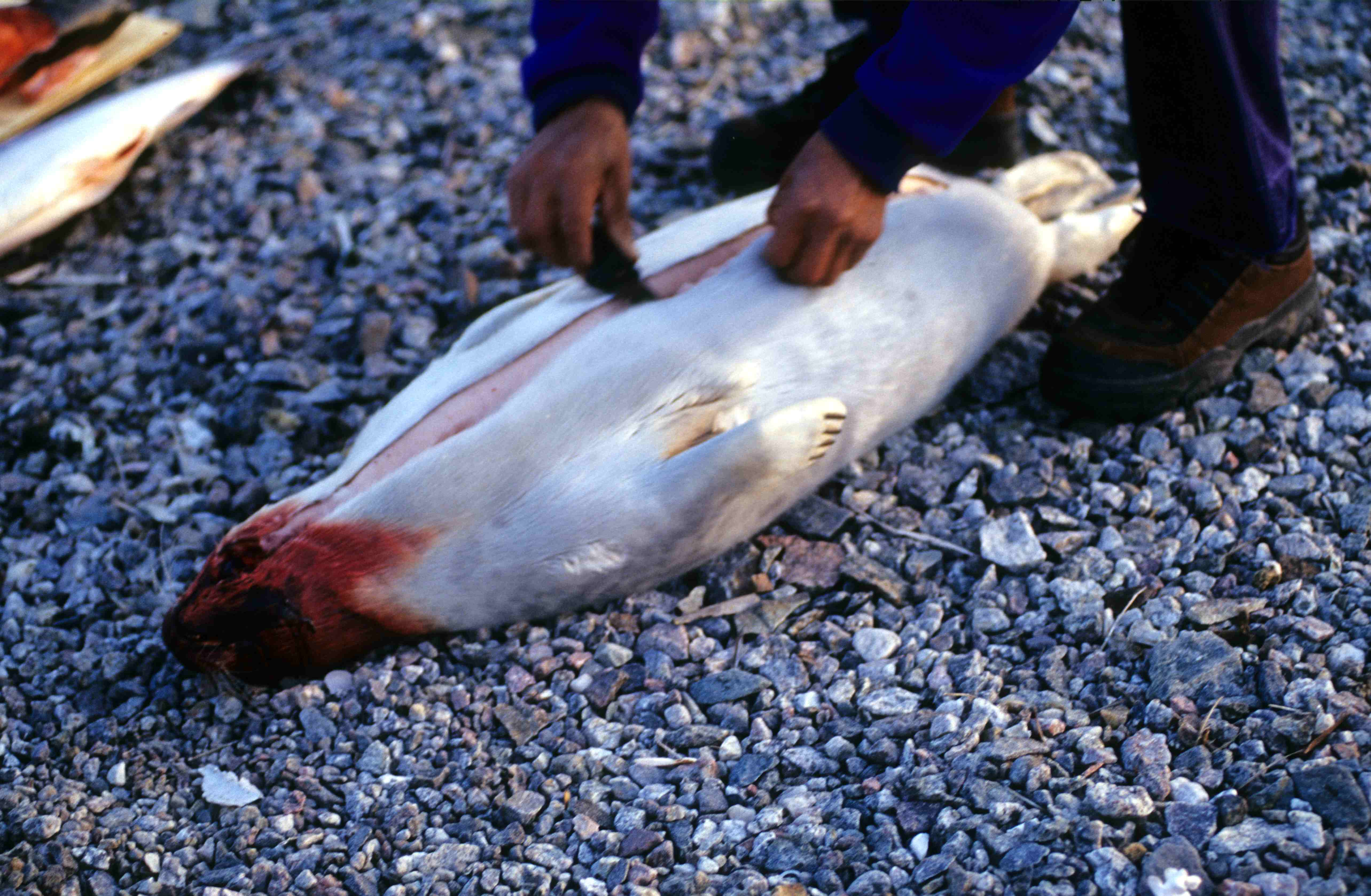
Écorchage d'un phoque.

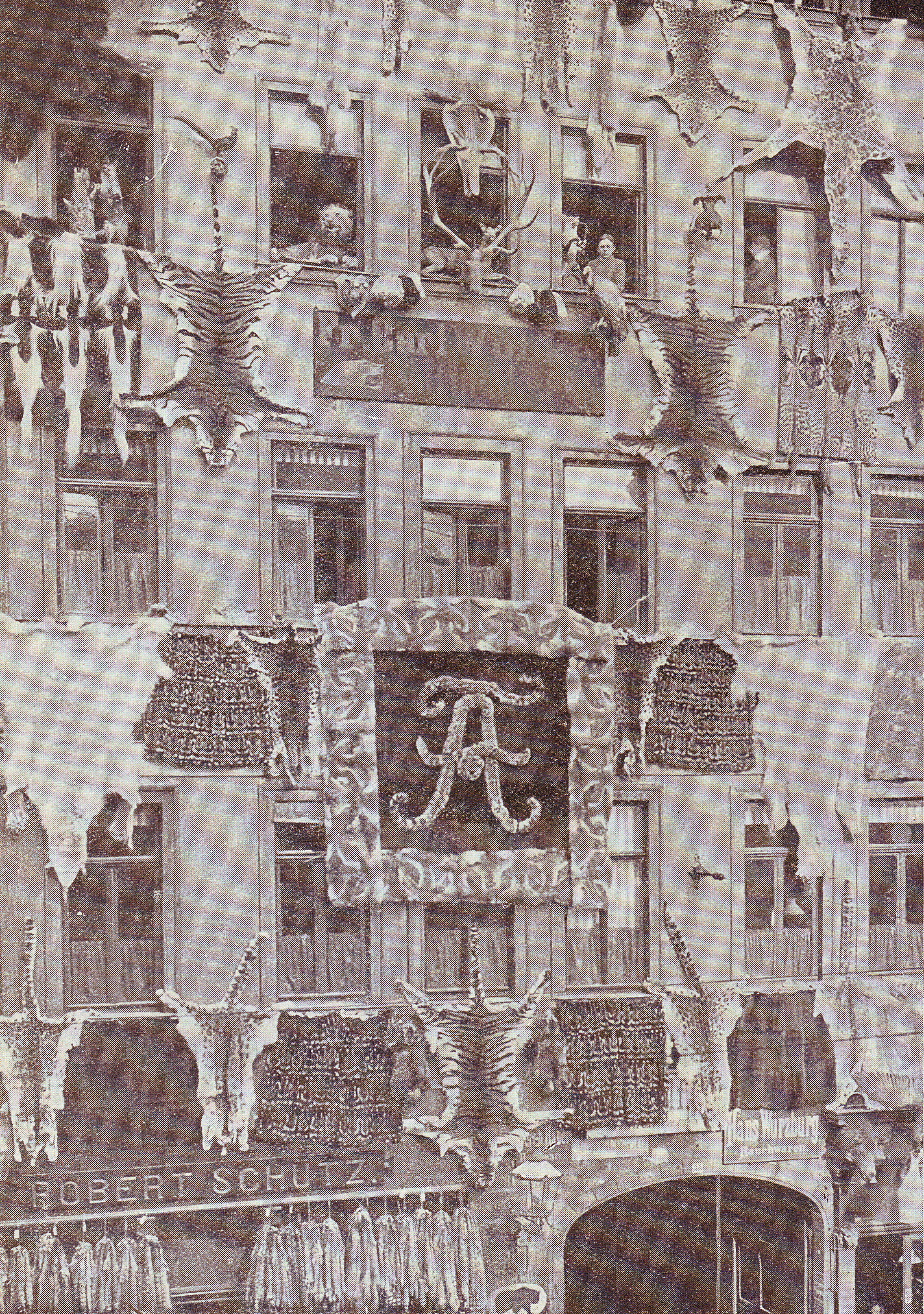
Décoration de la façade des fourreurs Robert Schütz et C. Wöbke, à Leipzig, à occasion de la visite du roi de Saxe, en 1904.

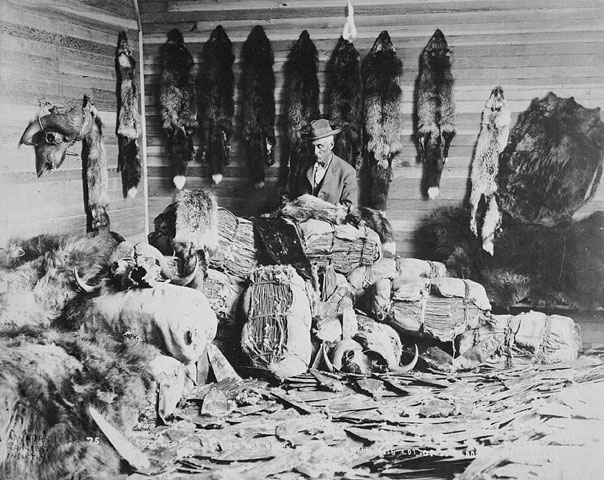
Dépôt de fourrures, Alberta 1890.

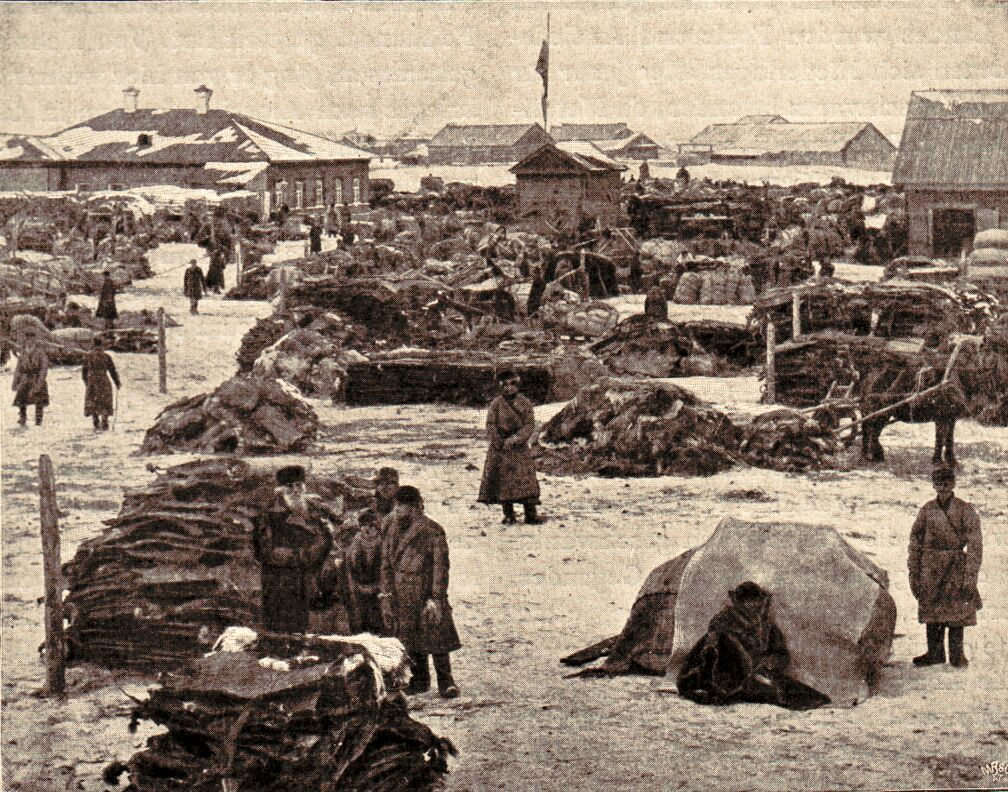
Marché aux fourrures, Irbit, vers 1900.

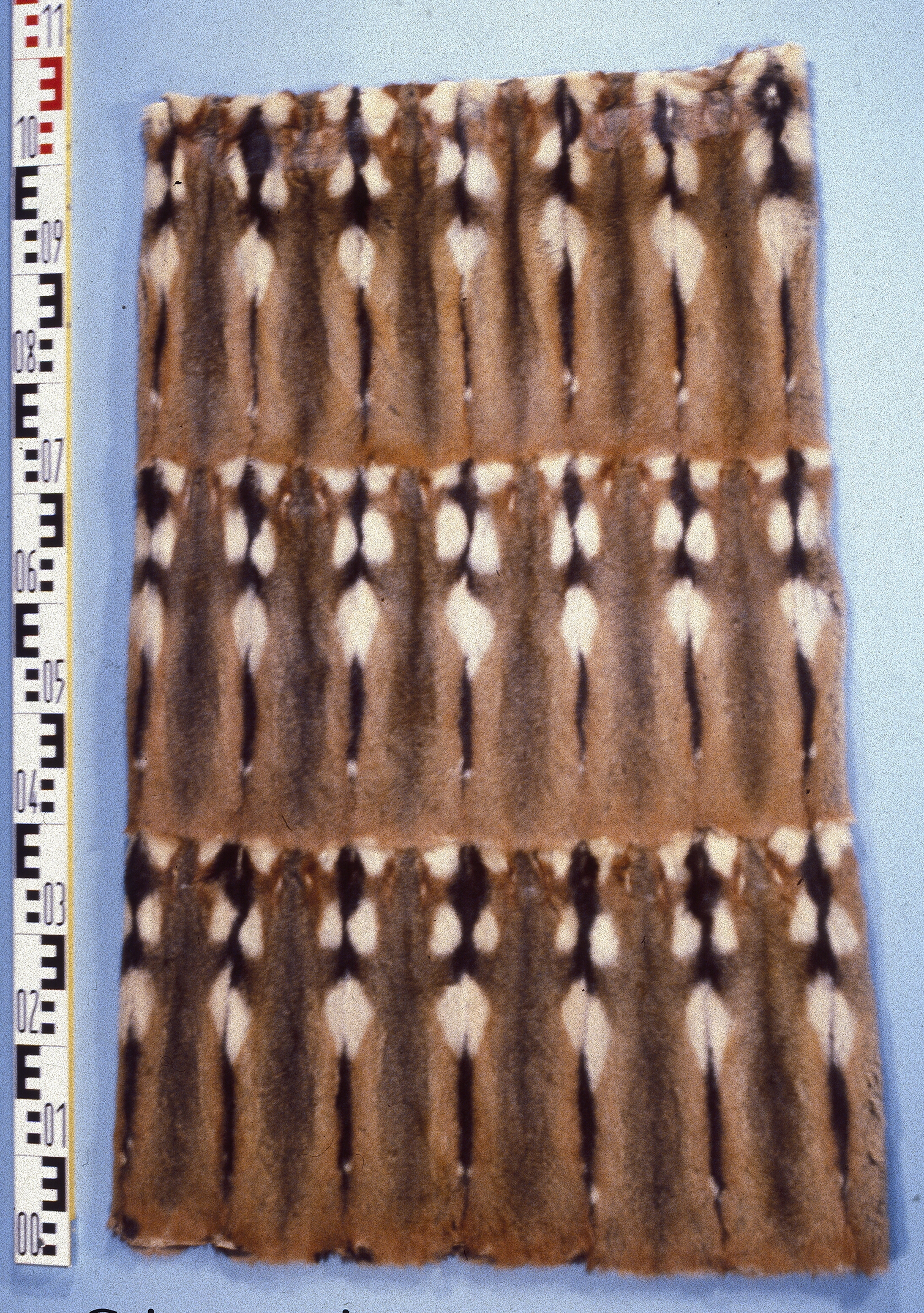
Assemblage de peaux de hamster d'Europe. En 2009 l'un des mammifères les plus menacés d'Europe.

La fourrure proprement dite est obtenue par écorchage, ou dépeçage, des animaux, nettoyage puis tannage de leur peau. Différentes opérations effectuées dans des tanneries permettent de conserver la peau souple et de la rendre imputrescible.
La procédure habituelle comporte de nombreuses étapes :
- la conservation de la peau crue par salage et séchage sur un cadre ;
- le décharnage pour enlever les résidus de chair ;
- un trempage plus ou moins long selon que l'on désire conserver le poil ou non ;
- le dégraissage suivi d'un rinçage ;
- le pickelage avec un mélange de vinaigre et d'eau pour préparer au tannage ;
- le tannage, imprégnation chimique (chrome, aluminium (alun)) ou naturel (écorces d'arbres ou graisses animales), suivi d'un nouveau rinçage ;
- le raccommodage, pour réparer les trous et déchirures éventuelles ;
- graissage pour assouplir avec une graisse qui ne rancit pas ;
- assouplissement de la peau encore humide en l'étirant ;
- le séchage ;
- la finition : ponçage, égalisation des bords, graissage à l'huile de pied de bœuf, etc ;
- la confection d'objets et vêtements.

### Histoire
Bien avant la découverte du textile, et surtout dans les régions froides du monde, les hommes et les femmes utilisaient des peaux de bêtes pour se vêtir, et comme couverture et tapis de sol. Les hommes préhistoriques découvrirent très tôt comment conserver les fourrures en les préparant au moyen de grattoirs de silex, de dents, etc. puis avec un tannage végétal à base d'écorces d'arbres riches en tanins (chêne, bouleau, etc.) et un graissage aux graisses animales (à base de cervelle ou de suif).
Au Moyen Âge et sous l'Ancien Régime, une communauté d'artisans spécialisés s'occupe du travail des fourrures : les pelletiers (terme logiquement devenu un nom de famille courant sous diverses déclinaisons). En Europe, la fourrure du castor est particulièrement appréciée, utilisée non seulement pour se vêtir mais également comme moyen de paiement. Dans l’habillement, la fourrure des castors est notamment utilisée pour les chapeaux car résistante aux pluies ; Girart de Ross au XIVe siècle vante la fourrure du castor « Il n'y ot vars ne gris ne drap fourré de bievre » (bièvre est l'ancien mot désignant le Castor européen). De Laborde au XVe siècleévoque un chapeau de castor fourré d'hermine (« chappel de bievre, fourré d'armines ») et Jean de Saintré (capitaine et page du roi Jean le Bon dit « Arriva Saintré, qui couvert estoit d'un très bel chapel de bievre » (arriva Saintré qui était couvert d'un très beau chapeau de Castor).
Avec cette importante demande de peaux de castor autour du XVIe siècle, le castor disparaît peu à peu d’Europe, jusqu’à devenir en voie d’extinction au XIXe siècle. Au début du siècle suivant, les colons français et anglais découvrent une large quantité de castors au Canada, et en développent rapidement le commerce entre les deux continents.
.
Avant l'apparition des tissus synthétiques, la traite des fourrures a longtemps joué un rôle économique important. Les trappeurs explorent et ouvrent aux colons de grandes parties de l'Amérique du Nord pour y trouver des fourrures. Pendant environ deux cents ans, la fourrure a été la ressource la plus importante de la Nouvelle-France et ensuite de la province de Québec. Les peaux de castor deviennent rapidement un moyen d’échange et de paiement, puis un indice de valeur dans le commerce. Mais, au tournant des années 1800 le commerce des fourrures connait un déclin progressif, notamment dû à la colonisation des États-Unis et à l’utilisation du dollar, mais également à la baisse du nombre de castors dans la région en parallèle de la multiplication des entreprises spécialisées dans le commerce de peaux animales.
En Alaska, l’exploitation de la loutre connaît une histoire similaire, célèbre dans le monde pour la qualité de sa fourrure, extrêmement dense, qualifiée « d’or doux » en Chine, dont la population atteint presque l’extinction avant d’être protégée par le Traité pour la préservation et la protection de l’otarie à fourrure dans le Pacifique Nord, ratifié en 1911 par les États-Unis.

### Animaux à fourrure
La législation varie selon les pays producteurs de fourrure, autorisant ou non le piégeage et l’élevage des animaux à fourrure. En France par exemple en 2018, le piégeage des animaux à fourrure est interdit, tandis qu’il est autorisé et régulé au Canada.

#### Élevage
Animaux élevés pour leur fourrure, par ordre d'importance :
- visons ;
- leopards
- renards ;
- chinchillas ;
- lynx ;
- hamsters ;
- lapins ;
- lemurs
- etc.

En 2017, la France compte onze élevages d’animaux à fourrure. Cette activité est encadrée par la loi française ainsi que le droit européen, pour veiller au respect de normes sanitaires et de bien-être pour les animaux.

#### Piégeage
Interdit dans certains pays, le piégeage des animaux à fourrure répond à un certain nombre de critères précis, en matière de permis, de méthode, de calendrier en fonction des espèces et de commerce des fourrures, notamment au Canada. En Europe, la Commission européenne reconnaît le programme WelFur, comme une initiative contraignante en faveur du bien-être des animaux.
Animaux à fourrure dont le piégeage est autorisé dans certaines régions du monde :
- belette à longue queue - Mustela frenata ;
- belette pygmée - Mustela nivalis ;
- carcajou - Gulo gulo ;
- castor - Castor canadensis ;
- coyote - Canis latrans ;
- écureuil roux - Tamiasciurus hudsonicus ;
- écureuil gris - Sciurus carolinensis ;
- hermine - Mustela erminea ;
- lemurs - Lemuridae
- leopard - Panthera pardus;
- leopard neige - Panthera uncia;
- loup - Canis lupus ;
- loutre de rivière - Lutra canadensis ;
- lynx du Canada - Lynx canadensis ;
- lynx roux - Lynx rufus ;
- jaguar - Panthera onca;
- martre d'Amérique - Martes americana ;
- mouffette rayée - Mephitis mephitis ;
- ours blanc - Ursus maritimus ;
- ours noir - Ursus americanus ;
- pékan - Martes pennanti ;
- rat musqué - Ondatra zibethicus ;
- raton laveur - Procyon lotor ;
- renard roux (argenté, croisé ou roux) - Vulpes vulpes ;
- renard arctique (blanc ou bleu) - Alopex lagopus ;
- renard gris - Urocyon cinereoargenteus ;
- vison d'Amérique - Mustela vison ;
- etc..

### Le commerce des peaux

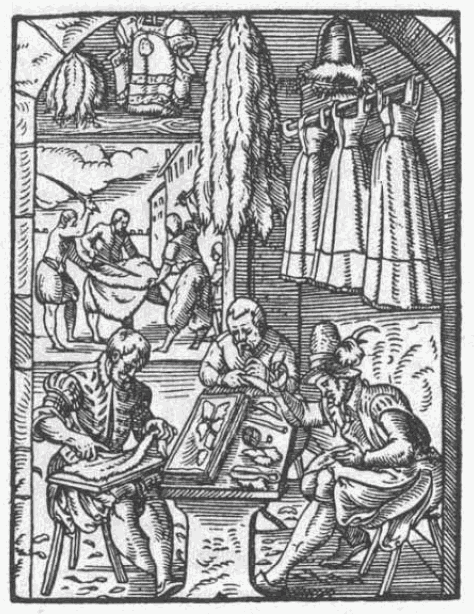
Travail de la fourrure en 1568.

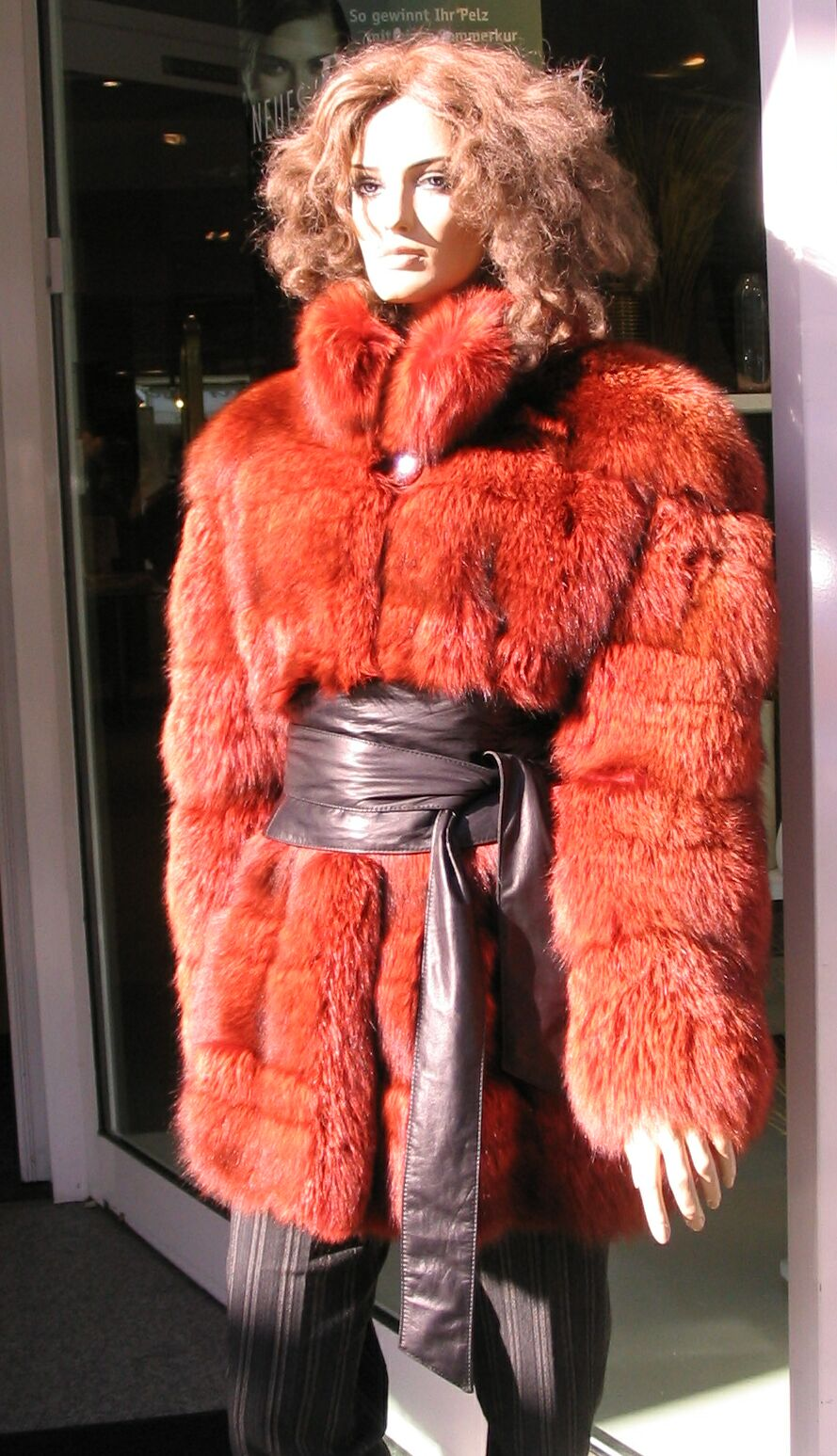
Manteau de renard teinté.

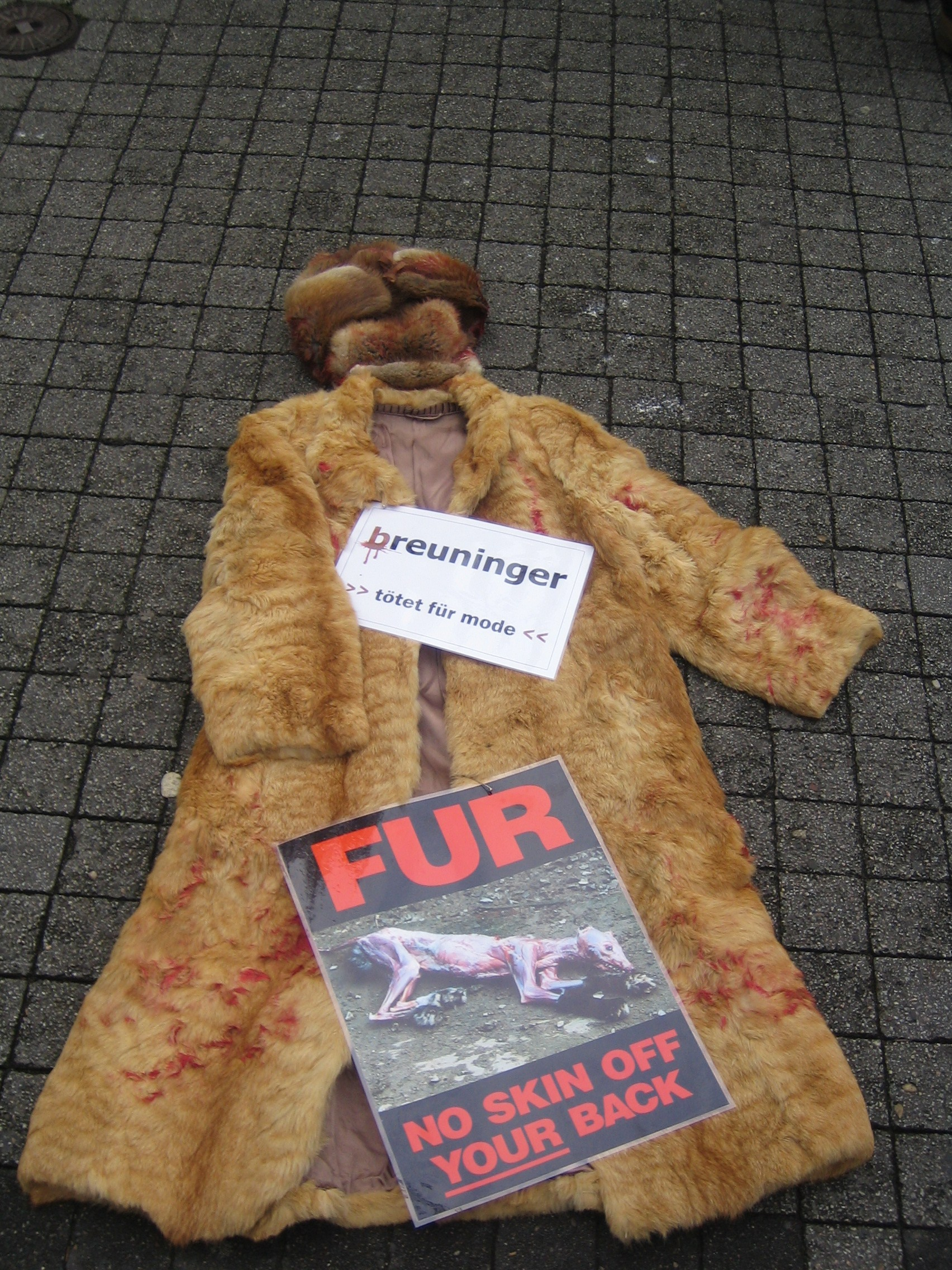
Installation anti-fourrure en Allemagne.

Le marché de la fourrure, qui était très fort dans les années 1970 et 1980, a connu une forte chute
après le krach boursier de 1987.
En février 2007 la fourrure d'élevage représente 85 % du commerce mondial de la fourrure.

#### En Europe
La fourrure d'élevage est majoritairement produite en Europe qui fournit 70 % des visons et 63 % des renards qui sont les espèces les plus répandues avec le chinchilla. L'Union européenne compte 6 000 fermes familiales qui sont réparties dans seize pays différents, essentiellement au Danemark, en Finlande, en Pologne, aux Pays Baltes, Norvège et aux Pays-Bas.
Le Danemark est le premier pays producteur de vison d'élevage avec 32 % de la production mondiale.

#### Reste du monde
L’Argentine, la Chine, l’Amérique du Nord et la Russie sont d'autres grands pays d'élevages destinés à la production des fourrures.
La Chine en 2005 est le premier pays producteur au monde de renards d'élevage et deuxième producteur de fourrure (8 000 000 à l'exportation), derrière le Danemark (12 900 000). En 2015, la production chinoise avait augmenté, le pays a produit 35 millions de peaux de vison.
Le volume des ventes de peaux étant dépendant des températures hivernales, les hivers doux et la crainte du réchauffement climatique préoccupent les professionnels. En effet après un hiver 2006-2007 particulièrement clément les ventes ont chuté de 50 % en volume et de 20 % en prix d'après la principale société de ventes aux enchères.

### Les produits finis
La fourrure est utilisée par l'industrie du luxe pour confectionner des manteaux, des garnitures vestimentaires et des accessoires de décoration.
La fourrure est aussi utilisée en taxidermie pour la création d'animaux naturalisés.
Des leurres pour la pêche des poissons carnassiers (mouches a brochet et bien d'autres) sont aussi fabriqués à partir de différents types de fourrures.

### Législation
Chaque pays dispose de sa propre législation en matière de production de fourrure, selon différents critères, en matière de piégeage et d’élevage d’animaux à fourrure.

#### Espèces
Les espèces d’animaux à fourrure autorisées au piégeage et à l’élevage est propre à chaque pays. Dans la Communauté européenne, à compter du 31 décembre 2008, sauf dérogation exceptionnelle, « la mise sur le marché, l'importation dans la Communauté et l'exportation depuis cette dernière de fourrure de chat (tout animal de l'espèce Felis silvestris) et de chien (tout animal de la sous-espèce Canis lupus familiaris) et de produits en contenant sont interdites. »,. La législation impose que les pièges ne soient pas inutilement cruels. Ainsi, en France, l'homologation des pièges tient compte des risques de blessure ou de souffrance occasionnés. Au Canada il est théoriquement considéré comme une infraction criminelle de causer à un animal « une douleur, souffrance ou blessure, sans nécessité ». Certains pays font également le choix d’interdire l’élevage d’animaux à fourrure, comme l’Autriche, l’Angleterre et la Croatie, tout en continuant d’importer des produits pour la vente. Seule la ville de San Francisco interdit en mars 2018 la vente de fourrure neuve à l’exception des peaux provenant de communautés autochtones.
En Nouvelle-Zélande au contraire, l’autorisation du piégeage des opossums sauvages pour leur fourrure a participé à éviter de lourds problèmes écologiques dans le bush australien du fait de leur nombre exponentiel. En France, tout détenteur d’une pièce de fourrure d’une espèce désormais protégée par la convention de Washington doit détenir un permis pour attester de l’origine de la pièce.

#### Méthodes d’élevage
En matière de législation, tous les pays européens ont ratifié la Convention européenne sur la protection des animaux dans les élevages, qui pose un certain nombre de règles concernant le logement, l’alimentation et les soins appropriés aux besoins de ces animaux. Le 22 juin 2009, le Conseil de l'Europe trouve un accord politique sur un nouveau règlement concernant la protection des animaux au moment de leur mise à mort.
Les acteurs européens de la fourrure réuni au sein de l’organisation Fur Europe ont engagé, en 2009, le programme WelFur, une initiative pour certifier scientifiquement le bien-être des animaux élevés pour leur fourrure pour améliorer les conditions de vie des animaux. En 2015, dix pays pilotes ont commencé à mettre en pratiques les recommandations du programme,. En 2018, elle a été reconnue comme une « Initiative européenne d’autorégulation et de corégulation » par la Commission européenne, ce programme intègre la base de données du Comité économique et social européen (CESE) dédié aux législations non contraignantes (soft laws).

### Controverses autour de la vraie fourrure
Des associations militent pour l'interdiction de l'exploitation et contre la maltraitance des animaux pour prendre leur fourrure. Elles encouragent les commerces qui renoncent à vendre de la fourrure et organisent des campagnes médiatiques pour sensibiliser l'opinion publique, parfois en utilisant des images choc.
Le problème concerne en particulier le piégeage et l'écorchement puis le dépeçage des animaux encore vivants[réf. nécessaire] dont certaines vidéos auraient été tournées en Chine.
Les conditions de détention des animaux sont également pointées du doigt notamment en Norvège, montrant des animaux estropiés, sous-alimentés ou devenus fous dans leurs cages. En France, un élevage non conforme est relevé par des experts vétérinaires en 2017, présentant  des animaux en surnombre, élevés dans des conditions déplorables, en complète opposition avec les besoins physiologiques de l'espèce. L’établissement en redressement judiciaire non reconnu par la filière professionnelle cesse ses activités la même année
Les professionnels de la fourrure avancent qu'un élevage raisonné, avec des règles strictes, peut être considéré comme aussi écologique que la production de fourrures synthétiques à base de produits pétroliers non renouvelables. Ils disent contribuer également au maintien de l’équilibre écologique par la récupération des différents sous-produits animaux impropres à la consommation humaine. Au Canada, la filière agit également en soutien des peuples autochtones et les personnes qui vivent de la nature et la protègent.
Les associations de protection de l'animal déplorent de leur côté l'instrumentalisation de l'écologie au profit d'une industrie qui tue des animaux et reste extrêmement polluante de par les masses de déjections rejetées par les animaux et les émissions de CO2.
Des recherches scientifiques tentent par ailleurs de concilier fourrure naturelle et éthique en développant des races nouvelles comme l'orylag, un lapin domestique exploité pour sa chair appréciée des gastronomes aussi bien que pour sa fourrure proche de celle du chinchilla.

## Marché de la fourrure

### Économie
Au cours de la deuxième partie du XXe siècle, la fourrure gagne en notoriété et en visibilité grâce au prêt-à-porter, utilisée comme matériaux de choix par de nombreux grands couturiers et designers dans le monde,. À la fin des années 1980, pourtant, les attaques des associations couplées à la baisse des ventes et à la hausse de la TVA de 33 % heurtent la filière. En France, 30 à 40 % d’entreprises disparaissent, faute d’avoir su s’adapter avant la reprise du marché,. En 2010, l’Asie dépasse l’Europe en termes de ventes de fourrures, qui représentent alors six milliards de dollars, contre 4,5 milliards pour l’Europe, trois pour la Russie et 1,5 pour l’Amérique du Nord. Malgré les initiatives visant à réduire la consommation de fourrure, la demande mondiale croît constamment. Entre 2011 et 2013, les ventes mondiales de fourrures doublent en passant de 15,6 milliards de dollars à 35,8 milliards de dollars, tirée par la demande chinoise.
Parallèlement, dans les années 2010, on observe, dans l’industrie du textile, une démocratisation de la fourrure, de plus en plus appliquée par touches que pour des pièces importantes et chères, notamment avec l’apparition « des cols et des capuches en fourrures » destinés à une clientèle plus jeune. Les consommateurs n’achètent pas autant en termes de volume, mais plus régulièrement. La mode masculine participe également à cette augmentation, représentant, en 2015, 5 % du marché total de la fourrure. Chez les professionnels, on cherche à « désaisonnaliser la fourrure » en confectionnant des vêtements moins chauds, plus adaptés à des marchés sensibles au luxe habitués à des climats doux,. Certaines maisons de mode adhèrent à cette dynamique de renouvellement, tel que Fendi, qui lance des défilés « haute fourrure » dès 2015,. En 2018, le secteur représente 35 milliards d’euros, et un million de salariés dans le monde. En France, la fourrure représente environ trois cents millions de chiffre d’affaires en 2018, en progression de 5 % par an, et près de 2 500 emplois.

### Traçabilité/Etiquetage
En France, la présence de fourrure animale dans les vêtements doit être obligatoirement mentionnée sur l’étiquette des produits, ainsi que l’espèce ou des espèces dont elle est issue, les parties du produit où elles se retrouvent et la mention « contient des parties non-textiles d’origine animale ».

## Fausse fourrure

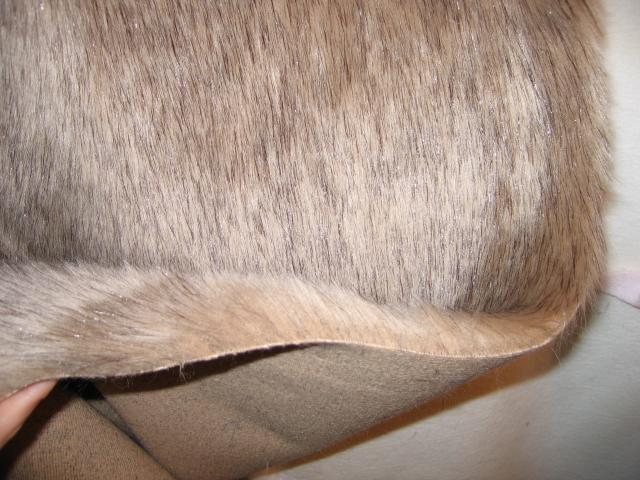
Fourrure synthétique.

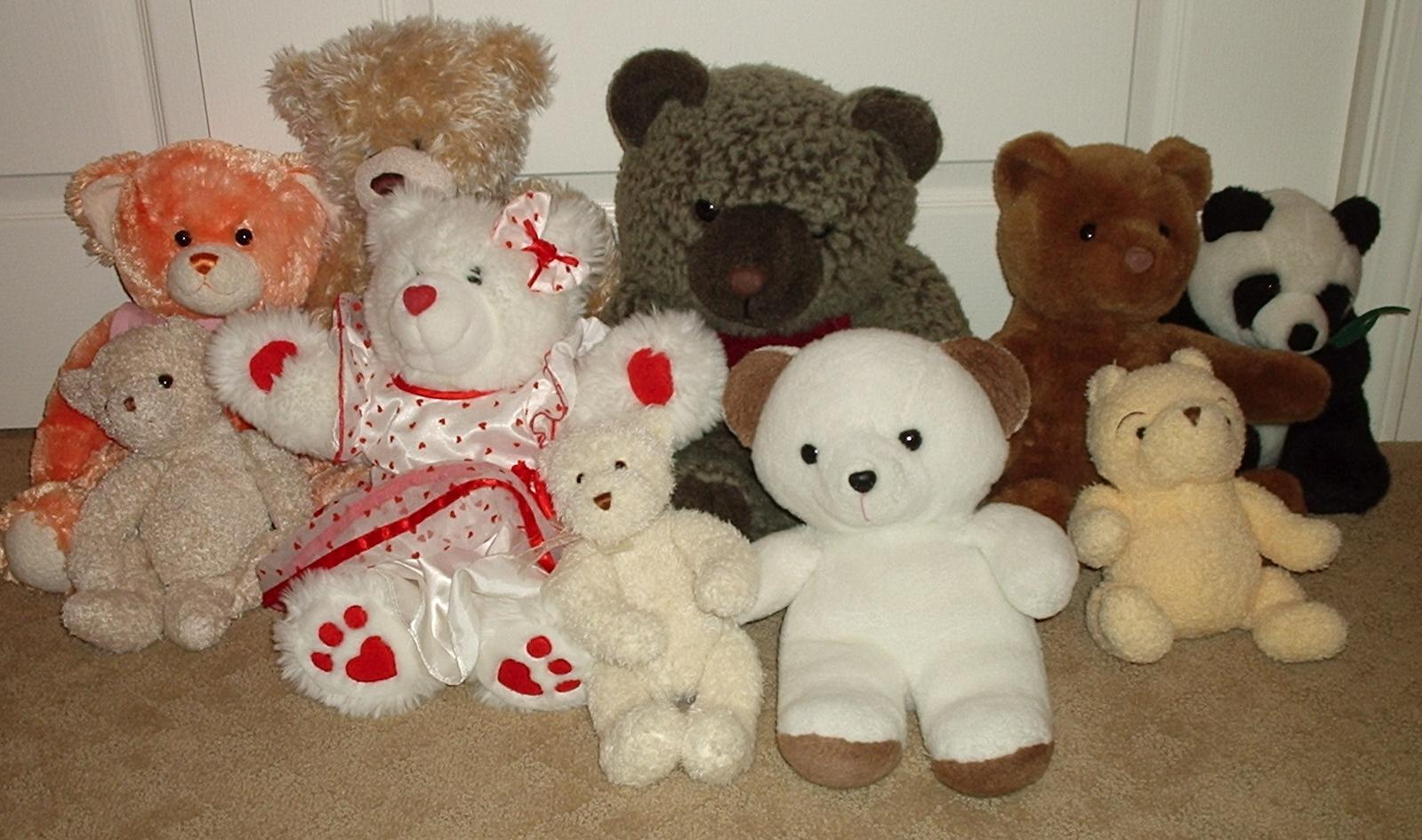
Ours en peluche en fausse fourrure.

Imitation de la fourrure naturelle, la fausse fourrure ou fourrure synthétique est composée de fibres synthétiques (obtenues à partir du pétrole).

### Production
La fabrication de fausse fourrure à un coût de production économique et une fabrication à grande échelle est possible grâce à une machine de traitement à écoulement liquide. La fabrication part d'un « tissu de base au travers duquel des fibres de formation de la fourrure sont inclinées dans le sens longitudinal de manière que ces fibres soient parallèles au sens longitudinal autour de la partie centrale et suivant un angle compris entre 10 et 80 degrés par rapport au sens longitudinal ».
Pour une utilisation textile, les professionnels ont mis au point un procédé pour créer des fourrures réalistes à base de kanekalon, une fibre synthétique utilisée dès 1957 pour remplacer l’amiante présente dans les uniformes de pompiers.
En 2004, la société Tissavel devient le numéro un mondial de la fourrure synthétique. Toute sa production de fourrures tissées est faite en France à Neuville-en-Ferrain.

### Utilisation
L'utilisation de la fourrure synthétique ne se limite pas au marché du vêtement et de la décoration d'intérieur. La fausse fourrure sert aussi à fabriquer des tissus techniques : des rouleaux à peindre, des articles de nettoyage ou encore des tissus double paroi en trois dimensions, des filtres, anti-escarres, anti-bactériens, etc. Les produits synthétiques servent aussi à faire des fourrures pour les peluches, des tapis fantaisies et des tapis pour salle de bain...

### Controverses autour de la fausse fourrure
Certains organismes de protection de la nature encouragent le port de la fausse fourrure comme substitut à la vraie, épargnant ainsi des vies animales et des tortures inutiles.
Les producteurs de vraie fourrure estiment de leur côté que leur production est moins nocive pour l'environnement, arguant que la fourrure naturelle est durable, recyclable et 100 % biodégradable, et que les procédés de tannage et teinture utilisent principalement des composants chimiques non toxiques (sel, eau, alun, carbonate de sodium, sciure, amidon de maïs et lanoline). À l'inverse, la production de fausse fourrure consomme une ressource naturelle non renouvelable, le pétrole et des procédés chimiques qui dégagent des substances potentiellement nuisibles pour l'environnement comme de l'oxyde d'azote ou autres composés polluants,. Les objets en fausse fourrure, généralement moins durables, génèrent aussi plus de déchets non biodégradables à éliminer,.
Des accusations contredites par les acteurs de la fausse fourrure. En septembre 2018, le site d'information Faux Fur Institute a dénoncé auprès du Jury de déontologie publicitaire de Paris le caractère trompeur d'une publicité des industriels de la fourrure, publiée dans le magazine Vogue Paris en septembre 2018. Le Jury de déontologie publicitaire a donné raison au Faux Fur Institute en estimant que l'affirmation de la biodégradabilité de la fourrure était trompeuse et déloyale. De plus, Ecopel, le leader de la fausse fourrure de luxe, signale que le bilan carbone d'une fourrure animale reste bien plus élevé que celui d'une fausse fourrure et qu'il reste donc plus écologique d'utiliser une fourrure synthétique. 

## La fourrure dans la culture

### Vocabulaire
- Astrakan, fourrure bouclée de jeune agneau karakul[62].
- Pelletier, artisan qui pratique le travail de diverses peaux d’animaux, pour le cuir ou la fourrure.
- Petit-gris, une fourrure gise, faite de dos d'écureuils nordiques.
- Vair, une fourrure blanche et grise faite des dos et ventres alternés d'écureuils nordiques.

### Symbolisme et imaginaires
Habit de l'homme primitif, c'est pour l'homme moderne un symbole de luxe. La fourrure est par extension un signe de réussite sociale et revêt au cours des siècles une symbolique sociale, culturelle et même politique.
Dans les années 1920 et 1930, les stars hollywoodiennes la rendent synonyme de glamour. Pour les femmes au foyer fortunées des années 1950, elle incarne le statut social de leurs maris.
Dans la culture, elle est portée au statut d’objet de fétichisme par Leopold von Sacher-Masoch dans son livre La Vénus à la fourrure.
L'actrice Raquel Welch porte un bikini de fourrure dans le film Un million d'années avant J.C., ce qui fut décrit comme le « look définitif des années 1960[réf. souhaitée] », bien que l'actrice ait déclaré plus tard avoir porté avec réticence cette tenue à forte connotation sexuelle.

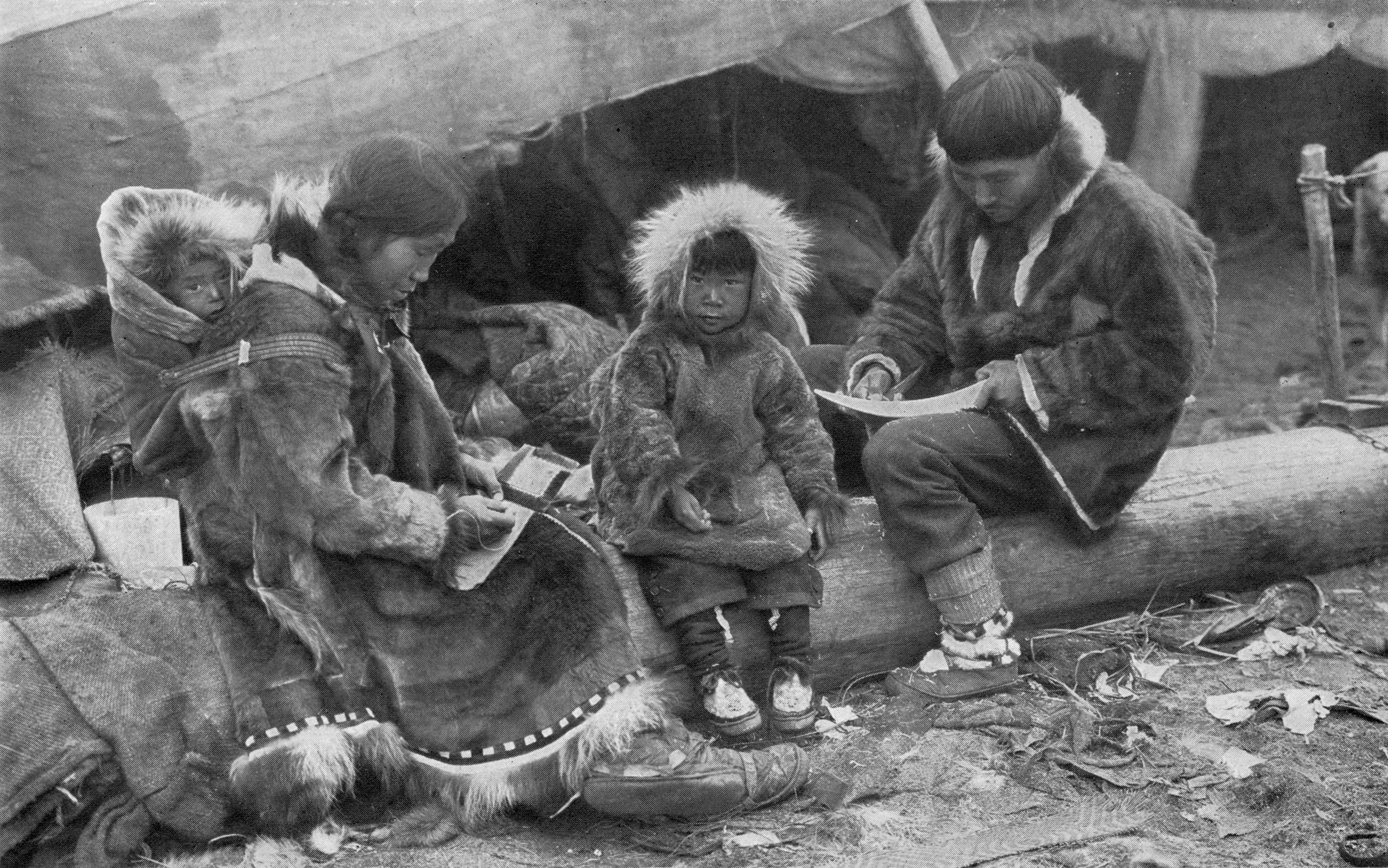
Vêtement chaud traditionnel.
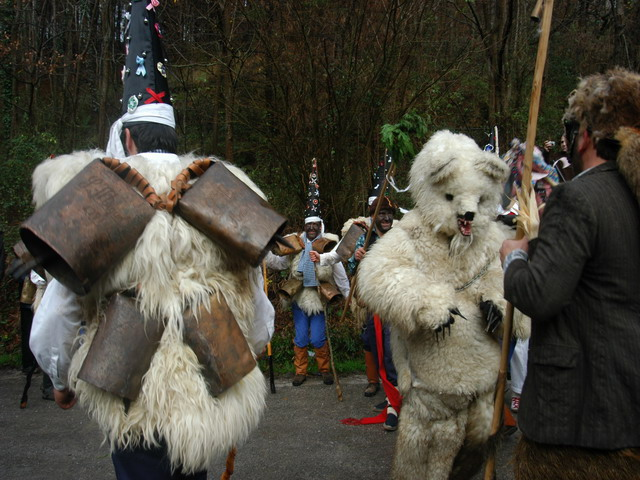
Symbole de l'animal.
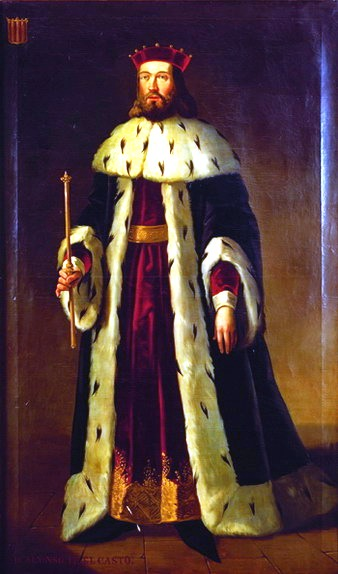
Symbole du pouvoir. En particulier l'hermine.
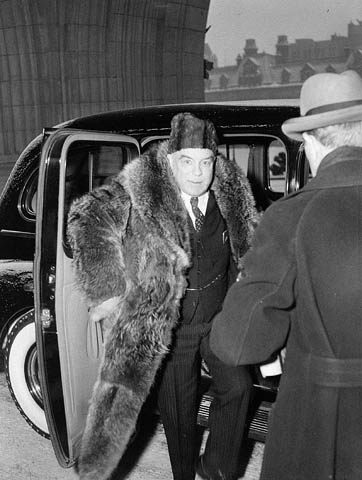
Symbole de réussite sociale.
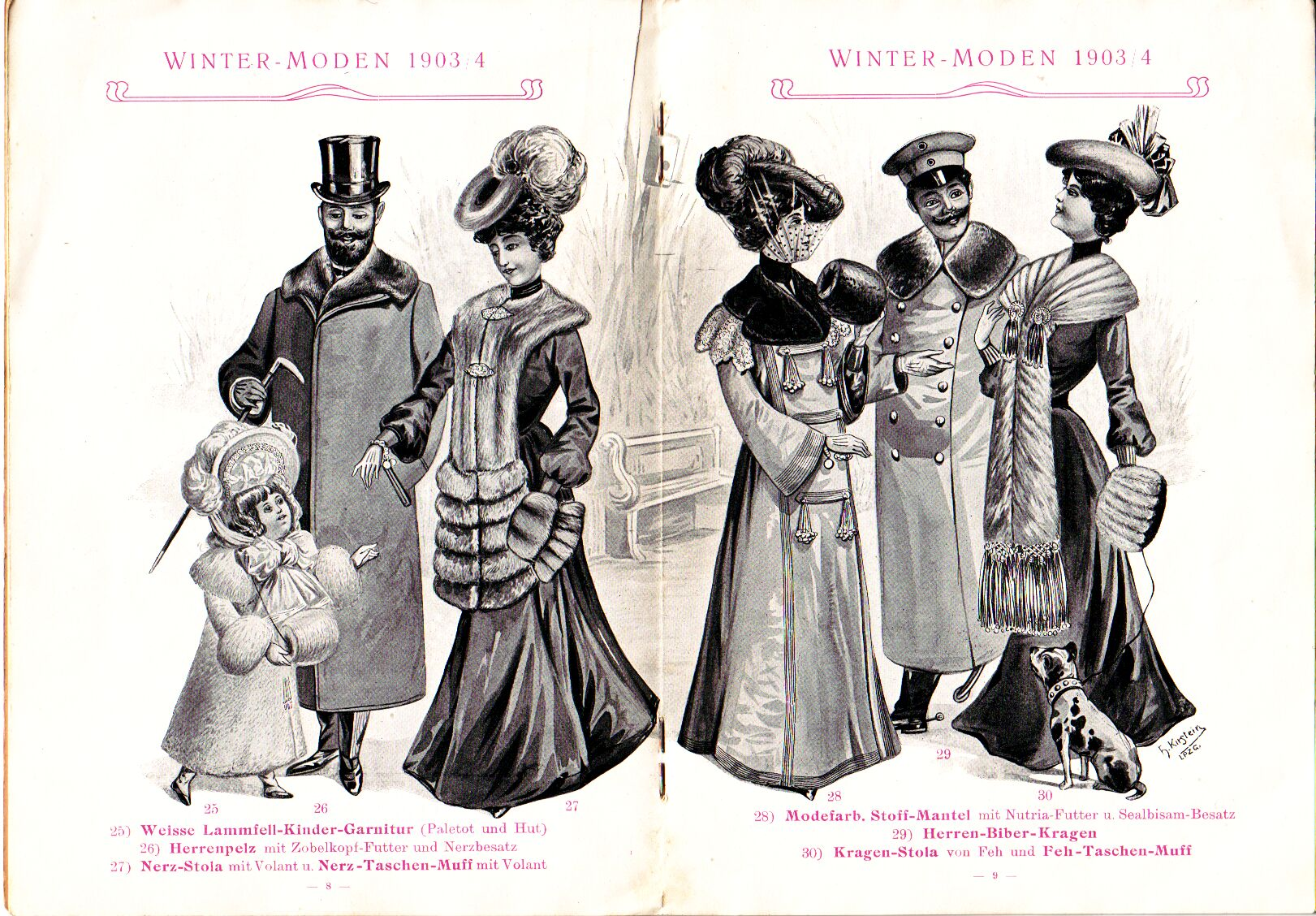
Symbole d'élégance.
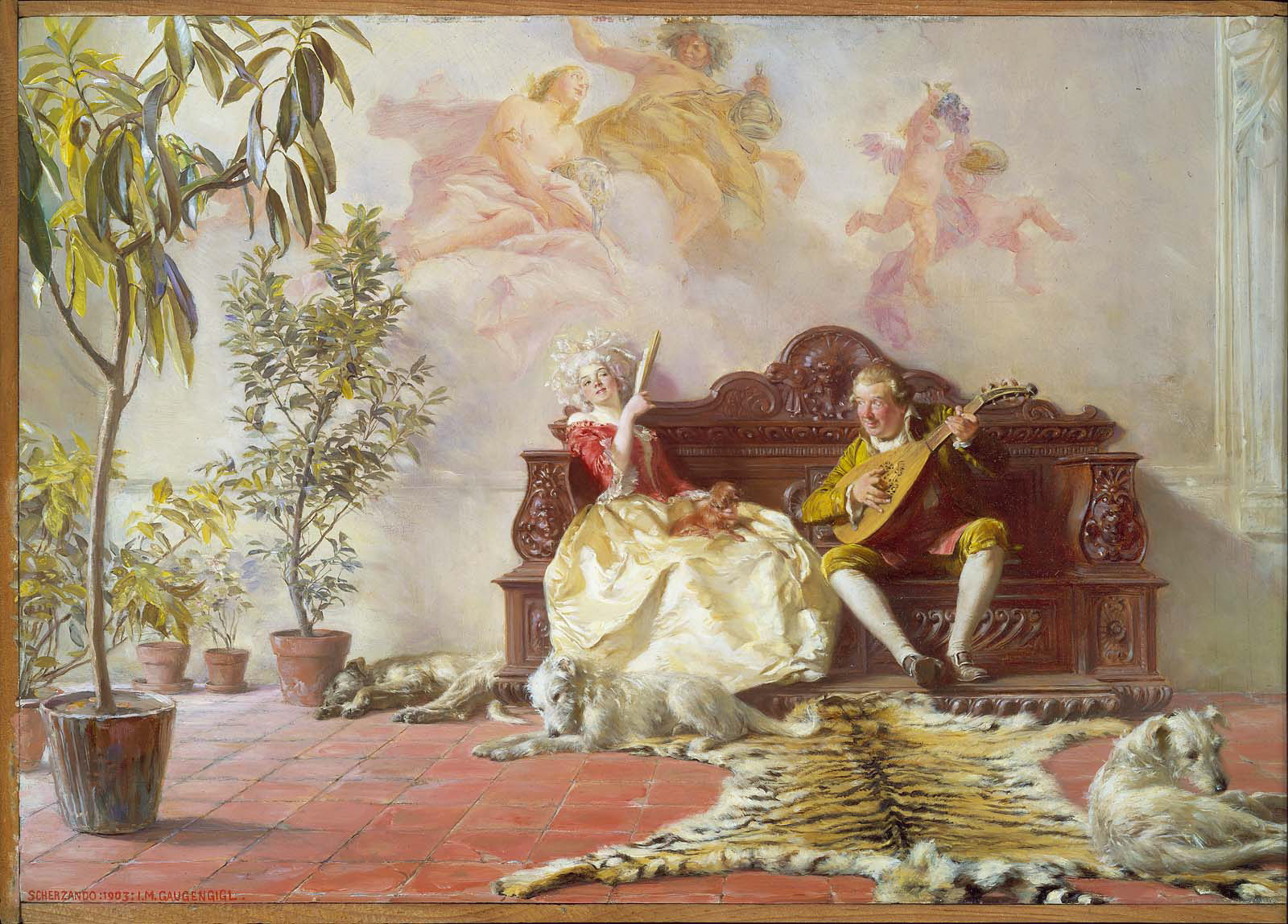
Symbole de luxure.

#### Héraldique

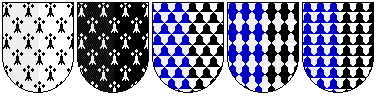
Les fourrures en héraldique.

En héraldique, une fourrure, ou panne, est un motif rappelant les ornements vestimentaires faits de fourrures animales réservées aux notables : hermine, vair ou zibeline.

### Traditions vestimentaires

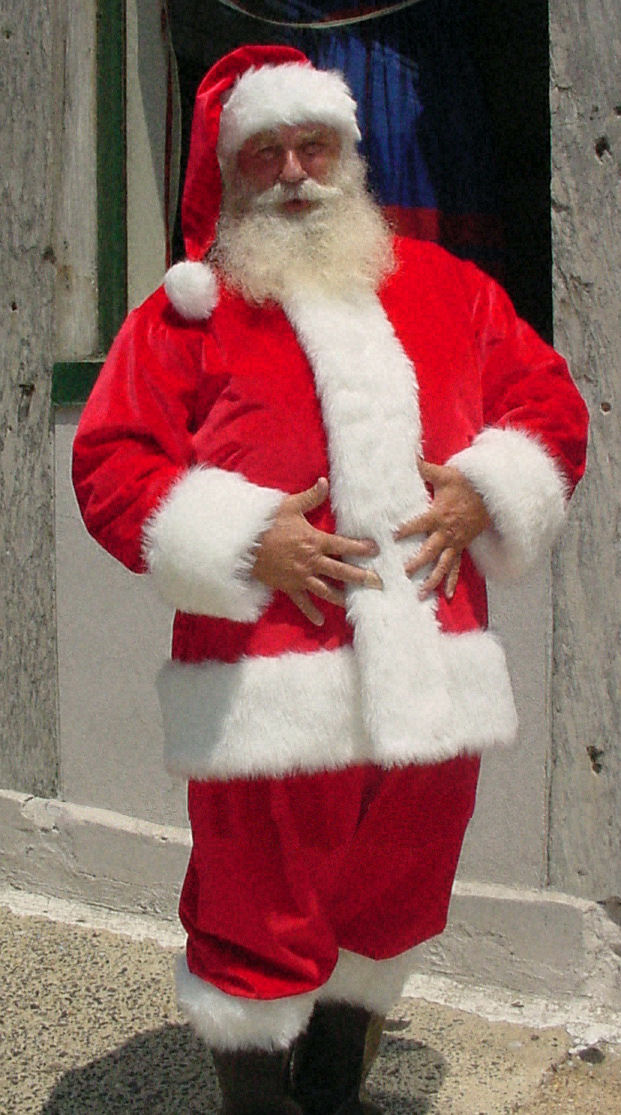
Costume de Père Noël bordé de fourrure blanche

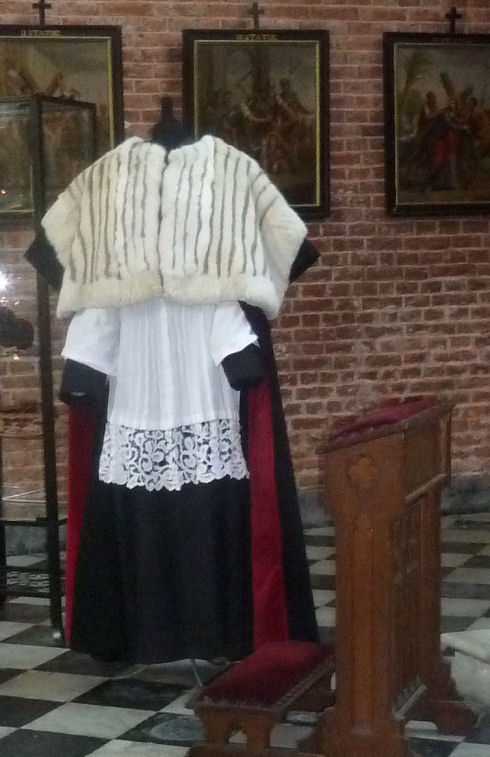
Tenue hivernale de chanoine Belge, comprenant une mosette en imitation de vair, faite de lapin blanc et de chèvre grise.

Le costume rouge du Père Noël est traditionnellement bordé de fourrure blanche.
L'hermine sur l'épitoge est le symbole du grade universitaire de celui qui la porte.

### Fiction

#### Contes
Selon l'opinion formulée par Honoré de Balzac en 1841 dans son roman Sur Catherine de Médicis, la pantoufle dans Cendrillon ou la Petite Pantoufle de verre serait plutôt de « vair ». Cependant le texte de Charles Perrault ne laisse aucune équivoque là-dessus : il s'agit bien d'une pantoufle de verre.
La princesse Peau d'âne fuit son père pour éviter l'inceste et se cache sous une fourrure d'âne non tannée et repoussante qui symbolise la salissure subie.

#### Illustrations
Le Français Ferdinand-Léon Ménétrier illustra de nombreux catalogues de boutiques parisiennes de fourrures au début du XXe siècle.

#### Littérature
Dans La Curée, un roman d'Émile Zola, Renée Saccard commet l'inceste avec son beau fils Maxime sur une fourrure d'ours.
La Vénus à la fourrure est un roman érotique masochiste de Leopold von Sacher-Masoch.

#### Vidéo et cinéma
- Le Cinéma de papa de Claude Berri (1970) raconte l'enfance du réalisateur rue du Faubourg-Poissonnière à Paris où exerçait nombre d'artisans fourreurs.
- Les Aventures de Rabbi Jacob (1973) montre dans une scène désopilante Louis de Funès se faisant passer pour un rabbin connaissant le métier de fourreur : il est à noter que l'acteur a réellement débuté comme apprenti fourreur.
- Une puce dans la fourrure est un téléfilm français réalisé par Jean-Pierre Prévost, sorti en 1980.

#### Mouvement culturel

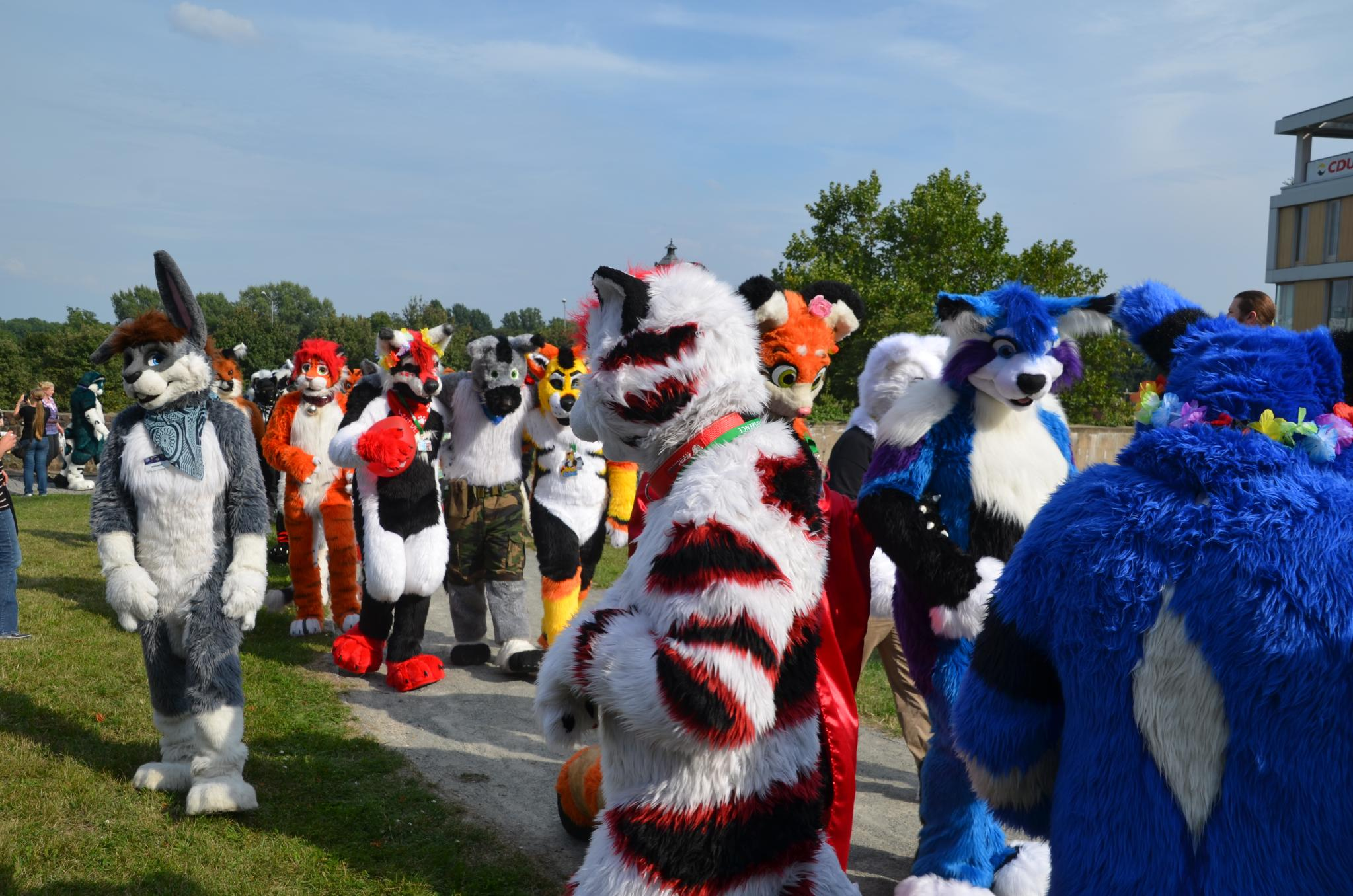
Furry Parade, Eurofurence 19, à Magdeburg, en 2013.

Le mouvement furry (de l'anglais furry, « poilu ») ou fandom furry est défini comme étant l’attrait pour les animaux imaginaires, mythologiques ou anthropomorphes, c’est-à-dire pour des animaux possédant des caractéristiques humaines : usage de la parole, port d’habits, utilisation d’un style de vie humain, etc. Les personnes qui appartiennent au fandom furry sont appelées furs. Les personnages sont incarnés par des costumes en fourrure synthétique appelés fursuits (costumes de fourrure en anglais).